# Route départementale 308 (Yvelines)
Pour les articles homonymes, voir Route départementale 308.
La route départementale 308 (ou D308) est l’un des axes importants du département des Yvelines, tant sur le plan de la circulation routière locale que sur celui de la circulation régionale.
Il s'agit historiquement d'un tronçon de l'ancienne route nationale 308 de Paris à Poissy, déclassée au milieu des années 1990.
Sa fonction primordiale est de permettre aux habitants de Poissy, de Conflans-Sainte-Honorine et de Maisons-Laffitte d'accéder, d'une part, au sud-ouest du Val-d'Oise vers Argenteuil et à la partie nord de l'autoroute A 86 et, d'autre part, à l'ouest du département des Hauts-de-Seine, principalement autour de La Défense, en contournant Saint-Germain-en-Laye par le nord et sans emprunter l'autoroute A 14, assez onéreuse.

## Itinéraire
La D308 commence à environ 250 mètres après la place du Grand-Cerf à Bezons, dans le prolongement de la rue Émile-Zola, route départementale 308 du Val-d'Oise. Sur la plus grande partie de son tracé, il s'agit d'une route à une seule voie de circulation pour chaque sens.
Dans le sens est-ouest, les communes traversées sont :
- Houilles : la D308 s'élargit de temps à autre à deux fois deux voies sous les noms de boulevard Émile-Zola puis boulevard Henri-Barbusse et passe le long de la zone industrielle de la Voudoire ;
- Sartrouville : dès l'entrée dans la commune, la route, sous le nom d'avenue Maurice-Berteaux franchit, par un pont, la ligne SNCF de la Grande Ceinture, fusionne sur environ 400 mètres avec la route départementale 121 (limite du Val-d'Oise à Cormeilles-en-Parisis - Croissy-sur-Seine), passe à environ 500 mètres de la gare de Sartrouville et atteint la Seine, qu'elle franchit par le pont de Maisons-Laffitte (ou pont de la 2e division blindée) ;
- Maisons-Laffitte : la D308 emprunte l’avenue de Verdun en contournant le parc résidentiel par le sud et l'ouest, traverse la ville par la rue de Paris et l’avenue de Longueil, passe devant la gare de Maisons-Laffitte au carrefour où commence la route départementale 157 (vers Saint-Germain-en-Laye), continue en direction de l'ouest par l’avenue du Général-de-Gaulle en traversant la place Ianchelevici, puis, vers la fin de son parcours urbain, devient l’avenue de Poissy, limite communale avec Le Mesnil-le-Roi ;
- Le Mesnil-le-Roi : la route est une limite communale sur environ 200 mètres avec Maisons-Laffitte ;
- Saint-Germain-en-Laye : la D308, route de Poissy, pénètre sur le territoire communal par la forêt de Saint-Germain-en-Laye qu'elle traverse d'est en ouest en croisant la route nationale 184 au carrefour dit de la Croix de Noailles puis franchit en passage supérieur la future ligne 13 du tramway d'Île-de-France ;
- Poissy : La D308, sous le nom de boulevard Robespierre, fusionne avec la route départementale 30 (Achères - Plaisir) pour s'achever à la jonction avec la route départementale 190 (Le Pecq - Limay), au giratoire du boulevard Gambetta.